# Parafia Miłosierdzia Bożego w Głogowie
Parafia Miłosierdzia Bożego w Głogowie – rzymskokatolicka parafia, położona w dekanacie Głogów – św. Mikołaja, diecezji zielonogórsko-gorzowskiej, metropolii szczecińsko-kamieńskiej w Polsce. Erygowana 26 sierpnia 1989 roku.